# Ken Gampu
Ken Gampu (Germiston, 28 agosto 1929 – Vosloorus, 4 novembre 2003) è stato un attore sudafricano.

## Filmografia parziale
- No Good Friday (1958)
- La furia degli implacabili (1961)
- Il gigante della roccia del falco  (1964)
- Dingaka (1965)
- La preda nuda (1967)
- I 4 dell'Oca selvaggia  (1978)
- Il gioco degli avvoltoi (1979)
- Ma che siamo tutti matti? (1980)
- Allan Quatermain e le miniere di re Salomone (1985)